# 隻眼の竜
『隻眼の竜』（せきがんのりゅう）は、横山光輝による日本の漫画。『リイドコミック 』（小学館）に1977年から1979年にかけて連載された。単行本は全6巻。山本勘助を主人公とし、武田晴信に仕えるまでを描いている。

## あらすじ
時は戦国の世。戦の後、2人の落武者が逃亡を図っていた。2人は牢人の山本勘助と忍者の源蔵であり、敵方の敗残兵追討から逃れるため、民家に隠れようとする。だが、その家では、娘のあやが敵兵に衣服を破かれ、強姦されかけていた。あやが悲鳴をあげたために他の兵士が現れ、婦女暴行の一味と間違われた勘助も斬られた。敵兵が去った後、九死に一生を得た勘助はその民家で養生することになる。そのあいだに源蔵はあやに媚薬を飲ませ、手籠めにしてしまう。最初は抵抗していたあやだが、次第に源蔵に進んで協力するようになる。
やがて傷の癒えた勘助と源蔵は、諏訪頼継に仕官するため、信濃へ行く。そのさなか、源蔵は諏訪頼継の妾である桔梗の屋敷に忍び込む。強力な催淫薬を飲まされた桔梗は、下賤の身である源蔵に身を任せることを拒むも、ついに欲望に打ち勝てず自ら彼の身体を望むようになる。
桔梗から諏訪頼継の情報を手に入れた2人だが、やがて頼継が本家筋の諏訪頼重を裏切ろうとしていることを知る。こうして諏訪で抗争が勃発するが、甲斐の武田晴信が諏訪への侵攻を図っていた。頼継を見限った2人は、桔梗とその侍女のさくらを連れて逃げる。だが、その途中で桔梗とさくらは敵方の兵士に捕まり、輪姦されて殺害されてしまう。
勘助は武田晴信に仕え、重用されるようになるが、上杉氏の命を受けた忍者、飛び加藤に命を狙われる。源蔵は飛び加藤を倒そうとするが、返り討ちにされる。勘助は復讐を誓い、ついに飛び加藤を倒す。こうして、勘助は武田晴信もとい武田信玄のもとで活躍していくことになるのだった。

## 登場人物
山本勘助
本作の主人公。強い野心をもつ。のちに武田晴信に仕える。

源蔵
本作のもうひとりの主人公。忍者であり、媚薬を常に持ち歩く。勘助とともに出世することを夢見るが、飛び加藤に殺害された。

飛び加藤
忍者。強力な妖術を扱う。はじめは勘助の仲間だったが、のちに裏切り源蔵を殺害した。その後、自身も勘助の罠にかかり火縄銃で撃ち殺された。

あや
村娘。足軽に手籠めにされかけていた。その後、源蔵に騙されて媚薬を飲まされ、強姦された。媚薬の効果で源蔵に惚れ、廃屋や山の中などいたる所で情事を行った。源蔵が旅立つと涙ながらに見送った。のちにふたたび戦乱に巻き込まれ、草むらのなかで数十人の兵士に順番に輪姦された。

桔梗
諏訪頼継の愛妾。若く美しい女性。源蔵に屋敷に忍び込まれ、催淫薬を飲まされた。その後、身体が男を求めるようになり、苦しんでいたところ、源蔵にレイプされた。その後も源蔵とたびたび同衾するが、頼継の敗死後、敵兵に捕らえられ、洞窟のなかで輪姦された。侍女のさくらとともに激しい凌辱をうけた桔梗は、源蔵の名を呼んで助けを求めるが、殺害され、全裸で発見された。

さくら
桔梗に仕える少女。素直で、桔梗に忠実な優しい性格。諏方頼継が敗北すると、源蔵に連れられ、桔梗とともに脱出を図る。洞窟に身を隠すが、大勢の落ち武者たちに襲われてしまう。必死で桔梗をかばおうとするが、桔梗は輪姦された挙句、さくら自身も雑兵たちの慰み者となる。泣き叫びながら凌辱された後、殺害され、変わり果てた姿で源蔵に発見された。

お小夜
源蔵の恋人。

武田晴信
甲斐の戦国大名。